# Djiman Koukou
Djiman Koukou (Porto-Novo, 14 de novembro de 1990) é um futebolista beninense que atua como meia.

## Carreira
Djiman Koukou representou o elenco da Seleção Beninense de Futebol no Campeonato Africano das Nações de 2010.